# Рябцев, Игорь Ильич
Игорь Ильич Рябцев (род. 14 января 1964 года) — российский физик, специалист в области квантовой информатики, член-корреспондент РАН (2016).

## Биография
Родился 14 января 1964 года.
В 1986 году — окончил Новосибирский государственный университет.
В 1992 году — защитил кандидатскую диссертацию, тема: «ИК и микроволновая спектроскопия резонансных и многофотонных переходов в ридберговских атомах натрия».
С 2000 года — руководитель Лаборатории нелинейных резонансных процессов и лазерной диагностики Института физики полупроводников имени А. В. Ржанова СО РАН.
В 2005 году — защитил докторскую диссертацию, тема: «Спектроскопия когерентных и нелинейных процессов в ридберговских атомах».
В 2016 году — избран членом-корреспондентом РАН.

## Научная деятельность
Специалист в области квантовой информатики и её элементной базы, оптики и лазерной физики.
Автор и соавтор 101 научной работы, из них 4 монографий и 1 учебного пособия.
Основные научные результаты:
- исследованы спектры лазерного и микроволнового поглощения одиночных холодных ридберговских атомов, впервые наблюдалось электрически управляемое взаимодействие двух ридберговских атомов, изучена возможность применения ридберговских атомов для получения квантово-перепутанных состояний и реализации двухкубитовых квантовых операций, в результате чего определены пути создания квантового компьютера с кубитами на одиночных нейтральных атомах в оптических ловушках и решетках (результат получен с использованием созданной при участии Рябцева И. И. первой в России магнитооптической ловушки с системой регистрации одиночных атомов рубидия);
- исследованы особенности генерации и детектирования одиночных фотонов с поляризационным кодированием квантовых состояний в атмосфере и фазовым кодированием в оптоволокне, выполнены эксперименты по генерации ключа в двухпроходной схеме в оптоволокне с рекордной дальностью до 100 км, в результате чего определены пути увеличения скорости и дальности передачи квантового ключа и перспективы внедрения однофотонных квантовых систем в защищенные линии связи (результат получен с использованием созданных при участии Рябцева И. И. первых в России экспериментальных установок для генерации однофотонного квантового ключа).

Ведет преподавательскую работу в должности доцента кафедры общей физики Новосибирского государственного университета.
Под его руководством защищены 3 кандидатские диссертации.